# Przylądek Ésperance
Przylądek Ésperance – przylądek będący najdalej na północ wysuniętym punktem wyspy Guadalcanal w archipelagu Wysp Salomona, 30 km na północny zachód od Honiary – stolicy Wysp Salomona. W 1942 roku na wodach okalających przylądek wodach miała miejsce seria amerykańsko-japońskich bitew morskich, z największymi z nich: bitwą pod Savo, koło przylądka Ésperance, 1. i 2. bitwą pod Guadalcanalem oraz bitwą pod Tassafarongą na czele. Od wschodu przylądek oblewają wody cieśniny Ironbottom Sound, między Guadalcanalem a wyspą Savo, na dnie której spoczywa 46 jednostek morskich, w tym ponad 20 okrętów, zatopionych między sierpniem a grudniem 1942 roku.